# Candy Girl (アルバム)
『Candy Girl』（キャンディー・ガール）は、詩音の1枚目のアルバム。

## 内容
詩音のデビュー作。インディーズからのデビュー作ながら、オリコンTOP10入りを果たした。これは当時ソロ・アーティストとしてはオリコン史上初であった。

## 収録曲
1. LUV or DREAM 〜Introduction〜
2. 春夏秋冬
PVも制作された。
3. FxxK MONE￥ feat. RAIDER
オムニバスアルバム「COAST II COAST 02」に収録されている楽曲。
4. Last Song 〜secret of my heart〜
アルバム発売前から配信されていた楽曲。携帯サイト「Melodic Lover」では3万ダウンロードを記録した[1]。この楽曲が詩音の知名度上昇の要因の1つと言っても過言ではない。[要出典]後にシングルカットされた。
5. L.O.S.T feat. KOZ
6. CANDY GIRL feat. BIG RON, RICHEE
7. time....
この曲のリミックスバージョンがシングル「LAST SONG」のカップリングに収録されている。
8. BAYSIDE STORY feat. DAZZLE 4 LIFE
9. MUSIC is my LIFE

## 参加ミュージシャン
- BIG RON
- RICHEE (GHETTO INC.)
- DJ☆GO
- DAZZLE 4 LIFE
- RAIDER (EIGHT TRACK)
- KOZ (S.T.M)